# Науменко, Пётр Васильевич
Пётр Васильевич Нау́менко (1905—1992) — советский государственный деятель.

## Биография
Родился 25 ноября (8 декабря) 1905 года в городе Валки (ныне Харьковская область, Украина)
В 1935 году окончил Харьковский химико-технологический институт, доктор технических наук. Член ВКП(б) с 1925 года.
- 1917—1921 — чернорабочий завода «Нафталин», Харьков.
- 1921—1922 — агент по борьбе с бандитизмом Валкинской уездной ЧК.
- 1922—1930 — на фабрике «Трудовой химик»: рабочий-бурильщик, председатель заводского комитета, директор завода (с 1927 года).
- 1930—1935 — студент Харьковского химико-технологического института.
- 1934—1937 — заведующий производством, главный инженер мыловаренного завода им. Урицкого, Харьков.
- 1937—1941 — заместитель начальника Главрасжирмасло наркомата пищевой промышленности СССР.
- 1941—1942 — начальник 3-го сектора и заместитель начальника военного отдела наркомпищепрома СССР.
- 1942 — начальник Главного управления учебных заведений Наркомпищепрома СССР.
- 1942—1951 — главный инженер Главрасжирмасло наркомата (министерства).
- 1951—1953 — заместитель министра пищевой промышленности СССР.
- 1953—1955 — начальник Главрасжирмасло Министерства лёгкой и пищевой промышленности СССР.
- 1955 — заведующий отделом промышленности продовольственных товаров Совмина СССР.
- 1955—1956 — заместитель министра промышленности продовольственных товаров СССР.
- 1956—1957 — первый заместитель министра промышленности продовольственных товаров РСФСР.
- 1957—1958 — начальник управления парфюмерной промышленности и председатель технико-экономического совета Совнархоза Москвы.
- 1958—1961 — заместитель председателя Государственного научно-технического комитета Совмина РСФСР.
- 1961—1962 — заместитель председателя Госкомитета Совмина РСФСР по координации научно-исследовательских работ.
- 1962—1963 — председатель Государственного комитета Совета Министров СССР по пищевой промышленности.
- 1963—1965 — председатель Государственного комитета по пищевой промышленности при Госплане СССР — министр СССР.
- 1965—1971 — заместитель министра пищевой промышленности СССР
- С июня 1971 года персональный пенсионер союзного значения.

Умер 18 марта 1992 года. Похоронен в Москве на Пятницком кладбище.

## Награды и звания
- три ордена Трудового Красного Знамени (в том числе 31.12.1955)
- медали
- Сталинская премия третьей степени (1948) — за разработку конструкции непрерывно действующей экстракционной установки по переработке сои
- Сталинская премия третьей степени (1950) — за разработку и внедрение безреактивного способа расщепления жиров